# Emmanuel Eseme
Emmanuel Alobwede Eseme, né le 17 août 1993, est un athlète camerounais spécialiste des épreuves de sprint.

## Biographie
Il participe aux championnats du monde 2019 et aux Jeux olympiques de 2020 mais s'incline dès les séries.
En 2022, il remporte la médaille d'argent du 200 m lors des championnats d'Afrique à Saint-Pierre (Maurice), devancé par le Botswanais Letsile Tebogo.
En série du 100 m des Jeux du Commonwealth, il réalise 10 s 08, battant le record du Cameroun que détenait Idrissa Adam.
En 2023, après avoir couru en 10 s 03 à Nairobi puis 10 s 01 à Genève,  il descend pour la première fois sous les dix secondes sur 100 m en établissant la marque de 9 s 96, nouveau record du Cameroun, le 2 juillet 2023 à La Chaux-de-Fonds en altitude.
En mars 2024, il atteint la finale du 60 m des championnats du monde en salle en portant le record national à 6 s 52. Quelques semaines plus tard, il décroche la médaille d'or du 100 m lors des Jeux africains à Accra. Il est médaillé d'argent du 100 mètres aux Championnats d'Afrique d'athlétisme 2024 à Douala et médaillé de bronze du 200 mètres.
Il est nommé porte-drapeau de la délégation du Cameroun aux Jeux olympiques d'été de 2024 à Paris avec la judokate Richelle Anita Soppi Mbella. Il termine quatrième en 10 s 00 lors des demi-finales du 100 m. Ce temps ne lui permet pas d'accéder à la finale olympique du 100 m masculin tout comme lors des Jeux olympiques d'été de Tokyo 2020. 

## Palmarès
| Date | Compétition                     | Lieu         | Résultat | Épreuve | Temps   |
| ---- | ------------------------------- | ------------ | -------- | ------- | ------- |
| 2022 | Championnats d'Afrique          | Saint-Pierre | 5e       | 100 m   | 10 s 06 |
| 2022 | Championnats d'Afrique          | Saint-Pierre | 2e       | 200 m   | 20 s 61 |
| 2022 | Jeux du Commonwealth            | Birmingham   | 7e       | 100 m   | 10 s 24 |
| 2022 | Jeux du Commonwealth            | Birmingham   | 4e       | 200 m   | 20 s 61 |
| 2022 | Jeux de la solidarité islamique | Konya        | 1er      | 200 m   | 20 s 16 |
| 2023 | Jeux de la Francophonie         | Kinshasa     | 1er      | 100 m   | 10 s 04 |
| 2024 | Championnats du monde en salle  | Glasgow      | 6e       | 60 m    | 6 s 68  |
| 2024 | Jeux africains                  | Accra        | 1er      | 100 m   | 10 s 14 |
| 2024 | Ligue de diamant                | Oslo         | 3e       | 100 m   | 10 s 01 |
| 2024 | Championnats d'Afrique          | Douala       | 2e       | 100 m   | 10 s 15 |
| 2024 | Championnats d'Afrique          | Douala       | 3e       | 200 m   | 20 s 66 |

## Records
| Épreuve | Temps        | Lieu              | Date           |
| ------- | ------------ | ----------------- | -------------- |
| 60 m    | 6 s 52 (NR)  | Glasgow           | 1er mars 2024  |
| 100 m   | 9 s 96 (NR)  | La Chaux-de-Fonds | 2 juillet 2023 |
| 200 m   | 20 s 31 (NR) | Yaoundé           | 10 août 2019   |